# Feke
Feke (en armeni: Վահկա o Vahka) és una vila de Turquia, que pertany a la província d'Adana. Està situada sobre un turó de vessants boscosos, a 620m sobre el nivell del mar, a 122 km de la ciutat d'Adana. Destaca el seu antic castell, que fou una important fortalesa del Regne d'Armènia Menor.

## Història
Aquest lloc estigué habitat pels hitites al segle xvi aC, pels perses al segle vi aC, fou conquerit per Alexandre Magne el 333 aC, i més tard passà a ser terrirori de l'Imperi Romà i posteriorment formà part de l'Imperi Romà d'Orient.
Feke controla el camí que travessa les muntanyes del Taure, just al nord d'Adana, i per aquest motiu els romans d'Orient hi construïren un castell que s'anomenava Vahka, nom que mutà cap a la forma actual Feke.
A començaments del segle x el govern romà d'Orient establí colons armenis en la regió de Cilícia a canvi de vigilar la frontera amb Síria. Després de la derrota de l'exèrcit romà d'Orient en la batalla de Mantziciert, els armenis de Cilícia ja no podien confiar en l'emperador per assegurar la defensa del territori on estaven, per tant l'any 1097 o 1098, capturaren aquest castell i reconstruïren altres fortificacions romanes d'Orient. Esdevingué una important fortalesa per als barons de la dinastia rubènida, que establiren el Regne d'Armènia Menor. Anys més tard aquest reialme fou conquerit pels mamelucs i desés pels otomans.
Sota el castell hi ha les restes d'una església de dos pisos d'estil romà d'Orient i d'una vila medieval.
La impressionant muralla circumdant amb torres, i cambres amb sostre de volta d'aquest castell estan situades en la part alta d'un turó rocallós, que és més accessible per la banda oest, mentre que a la banda est el penya-segat fa innecessari altre tipus d'element defensiu. L'entrada a la fortalesa consisteix en una escala que fa ziga-zaga amb una elaborada corba final. A l'interior i ha cisternes, edificis residencials i obertures protegides per a arquers. Els carreus emprats són els típics d'aspecte rústic emprats pels armenis amb cantons finament tallats.